# 科浦超市

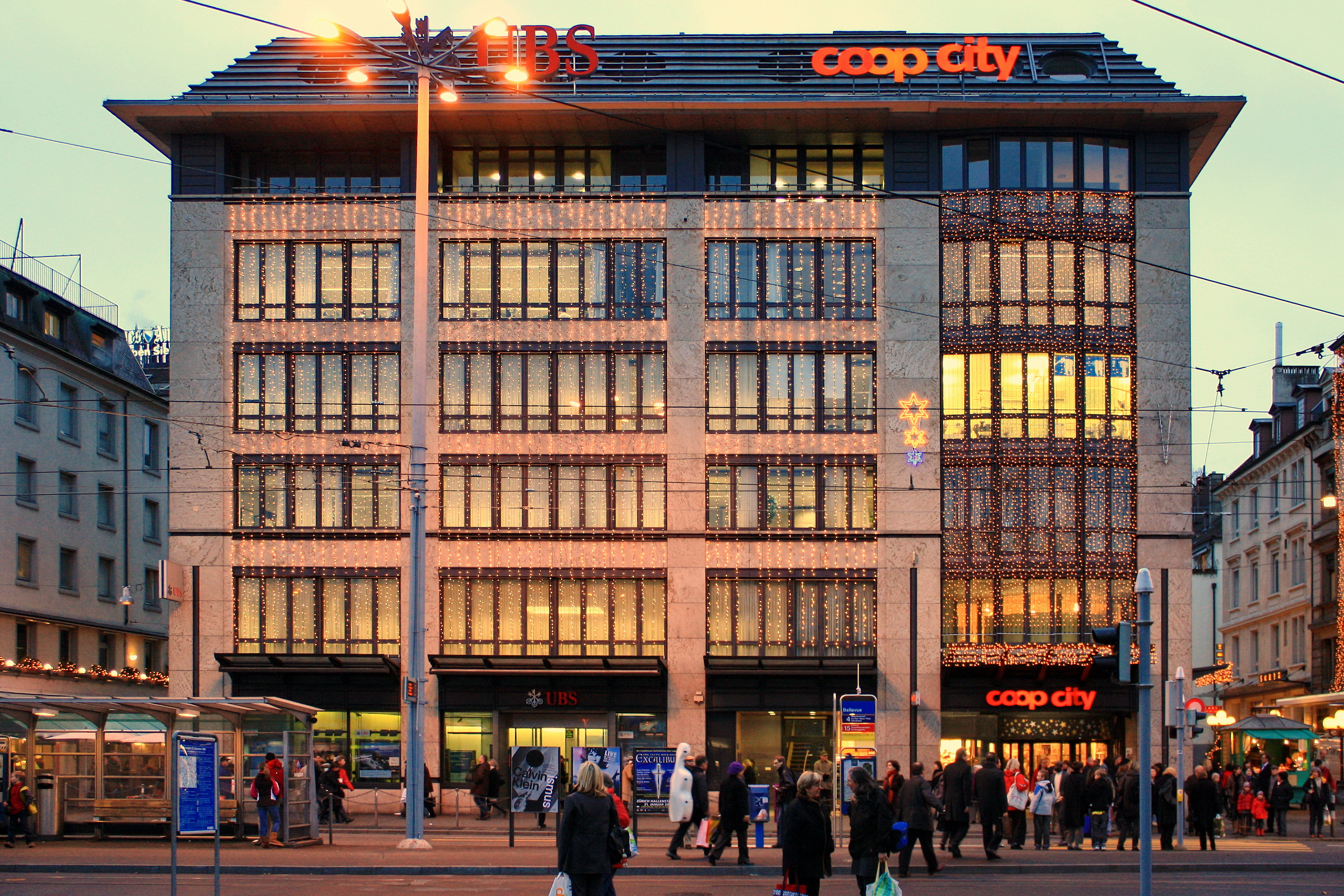
苏黎世贝尔维尤广场的科浦超市

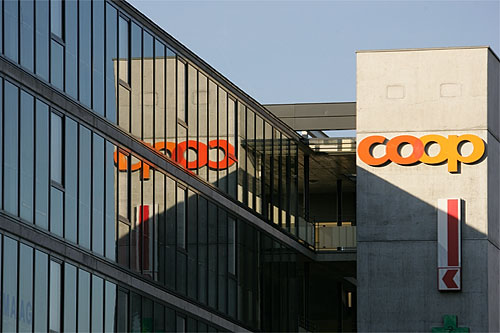
上維爾一处商业中心的科浦超市

科浦集团（Coop Group，Coop德語發音：[ˈkoːp]）是起源于瑞士的第一家消费者合作社，历史可追溯至150年前。 目前已经发展成为瑞士最大的零售和批发/生产公司之一，在全球拥有250万合作成员。
截至2018年，科浦集团总营业额为3066.2亿瑞郎；集团所得款项净额为2956.5亿瑞郎，其中1993.1亿瑞郎来自瑞士境内，963.4亿瑞郎来自瑞士境外收益。科浦集团2018年底拥有89579名员工、2458个销售点和商店，网店盈利232.2亿瑞郎。

## 业务
科浦集团分为两个主要领域：零售和批发/生产。在零售方面，科浦专门在瑞士运营。在批发/生产方面则面对欧洲市场。

### 零售业
- 科浦超市（Coop Supermarkt）
- 科浦城（Coop City）
- 科浦建筑+爱好（Coop Bau+Hobby）
- 科浦网店（Coop@home）
- 科浦餐厅（Coop Restaurant）
- 科浦石油（Coop Mineraloel）
- 科浦生命药店（Coop Vitality Apotheken）
- 科浦旅行社（ITS Coop Travel）
- Interdiscount
- Microspot.ch
- Dipl. Ing. Fust
- Nettoshop.ch / Schubiger / Service7000 Livique / Lumimart
- Import Parfumerie
- Christ Uhren & Schmuck
- Marché Restaurants Schweiz
- Betty Bossi
- The Body Shop Switzerland
- BâleHotels
- Update Fitness
- Tropenhaus Frutigen
- Coop Immobilien
- Railcare

### 批发/生产

#### Transgourmet-Gruppe
Transgourmet Central and Eastern Europe
Transgourmet France
Transgourmet Österreich
Transgourmet Schweiz

#### Bell Food Group AG
Bell
Eisberg
Hilcona
Hügli

#### Coop-Produktionsbetriebe
Chocolats Halba / Sunray
Steinfels Swiss
Swissmill
Reismühle Brunnen / Nutrex
Pearlwater Mineralquellen
Coop-Bäckereien
Cave
Bananenreiferei

## 历史
科浦集团的历史可以追溯至150多年前。1864年，纺织工业家让·珍妮·雷菲尔（Jean Jenny-Ryffel）在瑞士格劳斯州（Glarus）的施万登（Schwanden）成立了瑞士第一家消费者合作社，该合作社基于《罗奇代尔公平先驱者》的七项原则。在接下来的几年中，瑞士陆续出现了许多其他的合作社。
1890年，施万登消费者合作社和其他合作社联合成立了“瑞士消费者协会组织”（德文：Verband Schweizerischer Konsumvereine)，从而奠定了当今科浦集团的基础，并于1969年更名为“科浦瑞士”（英文：Coop Switzerland)。由于许多合作社规模太小，无法独立生存，科浦的社团之间多年来历经多次合并。1999年，董事会在仅剩14个地区合作协会的状况下决定公司重组。自2001年起，14个地区的“科浦协会”与“科浦瑞士”合并为今天的“科浦集团”。

## 动态
2018年1月，科浦集团旗下的贝尔食品集团（Bell Food Group）收购了旭格里公司（Hügli Holding）。贝尔食品集团持有旭格里股份有限公司多数股权，后者在欧洲是半成品干粉混合产品领先制造商。 2018年5月底，旭格里公司被贝尔食品集团全部收购。
2018年7月，贝尔食品集团投资参与了荷兰创业公司Mosa Meat的实验室种植肉项目。Mosa Meat公司利用细胞培养技术开发可种植牛肉，为了以可持续生产的方式满足世界对肉类不断增长的需求，目标是把实验室培植的牛肉在2021年推向市场。